# Kreuzfahrerstaaten

Die Kreuzfahrerstaaten um 1135

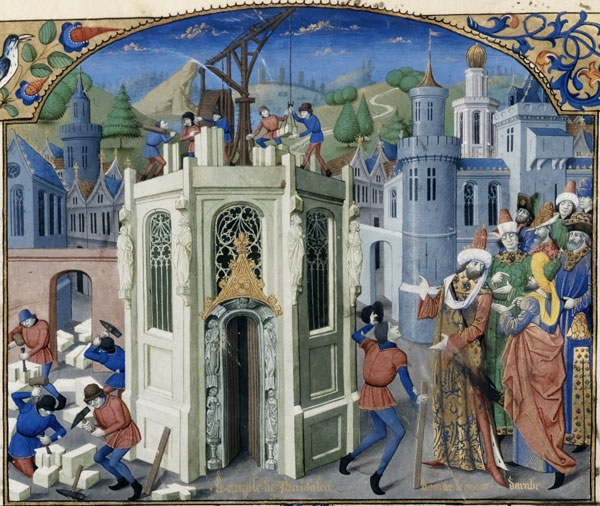
Wiederaufbau des Tempels in Jerusalem. Wilhelm von Tyrus: Histoire d’Outremer

Die Kreuzfahrerstaaten im engeren Sinne sind die als Ergebnis des Ersten Kreuzzugs in Palästina und Syrien errichteten vier Staaten:
- das Königreich Jerusalem mit seinen Vasallen,
- das Fürstentum Antiochia,
- die Grafschaft Edessa und
- die Grafschaft Tripolis.

Die ständigen Kriege zwischen den islamischen Mächten ermöglichten es den Kreuzfahrern, das Küstenland an der Levante zu besetzen und für den Nachschub offen zu halten. Das Land wurde auch als Outremer (von altfranzösisch outre mer, oltre mer, jenseits des Meeres‘ bzw. ‚Übersee‘) bezeichnet. Diese Bezeichnung ist insofern passender, als schon nach kurzer Zeit nur wenige der eingewanderten Westeuropäer Kreuzfahrer im eigentlichen Sinn waren. Die in den zeitgenössischen Quellen als Franken bezeichneten Westeuropäer, die sich nach dem Ersten Kreuzzug in der Region ansiedelten, stellten dabei eine privilegierte Minderheit dar, während die Mehrheit der Bevölkerung nicht-katholische Christen, Juden und Muslime umfasste. Obwohl Syrisch, Armenisch und Griechisch in den jeweiligen Teilen der Region verbreitet war, wurde als Verkehrssprache von der einheimischen Bevölkerung Arabisch benutzt. Die „fränkischen“ Siedler sprachen weitgehend Französisch – in der Grafschaft Tripolis vorwiegend Okzitanisch. Kirchen- und Verwaltungssprache der „lateinischen“ Elite war auch oft Latein, welches spätestens seit Untergang des Weströmischen Reiches in der Region kaum mehr gesprochen worden war.

## Begriffsgeschichte
Im Altfranzösischen wurde der Ausdruck outremer einerseits in der ursprünglichen Bedeutung „jenseits des Meeres, Übersee“ ohne inhaltliche Bindung an ein bestimmtes Meer oder Land gebraucht. Im Einzelfall konnte zum Beispiel Frankreich aus der Sicht Englands gemeint sein, andererseits aber auch das Heilige Land (Terre Sainte) im Allgemeinen und die Kreuzfahrerstaaten im Besonderen. An diese letztere Verwendungsweise knüpft die heutige Forschungsliteratur an.
Daneben wurde im Mittelalter für die vier Kreuzfahrerstaaten auch der aus römischer Zeit stammende Begriff Syria verwendet.

## Geschichte

Kreuzfahrerstaaten 1229 und 1241

Die Grafschaft Edessa wurde 1098 als erster Kreuzfahrerstaat gegründet. 46 Jahre später, im Jahr 1144, eroberte Zengi, der islamische Herr von Mosul und Aleppo, Edessa in Abwesenheit Joscelins II. († 1159). Der Fall Edessas mit dem Massaker an der Zivilbevölkerung wurde zum Auslöser des Zweiten Kreuzzugs von 1146.
Das ebenfalls 1098 errichtete Fürstentum Antiochia wurde unter seinen ersten normannischen Herrschern Bohemund von Tarent († 1111) und dessen Neffen Tankred von Tiberias († 1112) durch Eroberungen gegen die Muslime und Byzanz erweitert. Sie hinterließen einen gefestigten Staat, für den aber Raimund von Poitiers 1137 dem byzantinischen Kaiser huldigen musste. 1268 erlag Antiochia, inzwischen wirtschaftlich verarmt, dem Mamlukensultan Baibars von Ägypten.
Zwei Jahrzehnte später (1289) fiel die Grafschaft Tripolis, seit Bohemund IV. von den Fürsten Antiochias mitregiert, gegen den Mamlukensultan Qalawun; sie war 1109 als letzter der Kreuzfahrerstaaten errichtet und Bertrand von St. Gilles als vasallitische Grafschaft des Königreiches Jerusalem verliehen worden.
Das Königreich Jerusalem konnte unter Balduin I., dem ersten König von Jerusalem (1100), und seinen nächsten Nachfolgern Balduin II. (1118–1131), Fulko von Anjou (1131–1143) und Balduin III. (1143–1162) erweitert und gegen die Sarazenen behauptet werden. 1187 besiegte Saladin die Kreuzfahrer vernichtend bei Hattin und eroberte anschließend Jerusalem und den Großteil des Königreiches.
Die Christen gewannen 1191 Akkon unter Führung von Richard Löwenherz zurück, der 1192 mit Saladin vertraglich die christliche Herrschaft im Küstenstrich von Tyrus bis Jaffa vereinbarte. Der Deutsche Kreuzzug eroberte 1197 den Küstenstreifen von Tyrus bis Tripolis zurück.
Der Kreuzzug Friedrichs II., der sich 1229 zum König von Jerusalem krönte, brachte auf diplomatischem Wege Jerusalem und weitere Gebiete wieder an die Kreuzfahrer. Theobald von Champagne und Richard von Cornwall konnten im Kreuzzug der Barone 1239–1241 Askalon und die Ländereien westlich des Jordans zurückgewinnen. Jerusalem ging 1244 allerdings endgültig verloren. Akkon, Mittelpunkt des restlichen Königreiches, war durch innere Kämpfe geschwächt und fiel nach der Belagerung 1291 in die Hände des Mamlukensultans Chalil. Der Rest Palästinas wurde – bis auf die Stadt Gibelet (Byblos) (Eroberung 1298) und die Inselfestung Ruad vor der syrischen Küste (Eroberung 1302) – noch im selben Jahr geräumt (Flucht nach Zypern).
Die aus Palästina/Syrien nach Zypern vertriebenen Johanniter eroberten ab 1306 Rhodos, das sie bis zur Eroberung durch die Osmanen 1522 beherrschten.

## Gesellschaft in den Kreuzfahrerstaaten
Einsicht in Alltagsleben und Gesellschaft der Kreuzfahrerstaaten geben verschiedene christliche und islamische Quellen. Insbesondere zu nennen sind Wilhelm von Tyrus, der Erzbischof von Tyrus im Königreich Jerusalem und Kanzler unter König Balduin IV., sowie Fulcher von Chartres, ein Geistlicher und Teilnehmer des ersten Kreuzzugs, auf der christlichen Seite. Auf der islamischen Seite hervorzuheben sind Usama ibn Munqidh, der als Diplomat umfassend Einsicht in die inneren Verhältnisse der Kreuzfahrerstaaten nehmen konnte, sowie Ibn Dschubair, der ausführliche Reiseberichte über seine Pilgerfahrten verfasste und dabei auch die Levante mit den Kreuzfahrerstaaten nicht ausließ.
Zur gesellschaftlichen Stratifikation in den Kreuzfahrerstaaten ist anzumerken, dass die herrschende Schicht der lateinisch-christlichen „Franken“ während des gesamten Bestehens ihrer Herrschaften in der Levante sehr dünn war und sich auf die Städte, insbesondere die Küstenstädte, sowie Festungen konzentrierte. Zwar wurden auch fränkische Siedler auf dem Land sesshaft, doch scheinen diese zumindest die Gebiete bevorzugt zu haben, in denen hauptsächlich Ostchristen und keine Muslime siedelten. Diese beiden Gruppen bildeten, mit verschiedenen regionalen Verteilungen, die Bevölkerungsmehrheit in den Kreuzfahrerherrschaften, insbesondere auf dem Land, außerdem lebte auch eine kleine Minderheit an Juden in diesen Gebieten.
Trotz der verschiedenen religiösen, ethnischen und kulturellen Unterschiede zwischen lateinisch-christlichen Kreuzfahrern und den einheimischen Muslimen und Ostchristen entwickelte sich nun unter der Herrschaft der Franken eine Art modus vivendi, eine praktische Kooperation der verschiedenen Gruppen, vor allem im wirtschaftlichen Bereich. Dies darf aber nicht mit Toleranz und Integration im modernen Sinne verwechselt werden. Die Franken etwa duldeten die muslimische Bevölkerung und gewährten ihr einige Rechte bei gleichzeitiger Besteuerung, da es einfach nicht genug christliche Siedler (aus Europa) gab, um die Wirtschaft am Leben zu erhalten. Ebenso kooperierten die Franken insbesondere im Bereich des Handels mit den Muslimen, die etwa Karawanen mit Handelsgütern in das christliche Gebiet führten und deren Waren von den Franken mit Zöllen belegt wurden. Zu diesem Zweck wurden sogar christliche Beamte eingesetzt, die des Arabischen mächtig waren. Auf der anderen Seite kooperierten auch die Muslime mit ihren neuen Herren, zumal sich etwa für die Bauern auf dem Land wohl nicht viel änderte. Weiterhin zahlten sie Steuern und Abgaben, bloß nun an neue Herren, ansonsten wurden sie weitestgehend in Ruhe gelassen.
Insbesondere in der Spätphase Outremers entwickelten sich die Kreuzfahrerstaaten für die meisten Produkte zum führenden Handelszentrum der Levante. Dies gelang einerseits durch den Aufbau eines komplexen Transport- und Kommunikationsnetzwerks, andererseits war die Finanzierung und ständige Weiterentwicklung der ausgesprochen gewinnträchtigen industriellen Herstellung von Zuckerrohr, Seide, Baumwolle und Glaswaren in den Kreuzfahrerstaaten dafür entscheidend. Diese Entwicklung hatte zur Folge, dass im 13. Jahrhundert fränkische Städte wie Antiochia, Tripolis, Beirut, Tyros und insbesondere Akkon einen bemerkenswerten Wohlstand erreichten.

## Kreuzfahrerstaaten am Rande der Kreuzzüge
Zu den Kreuzfahrerstaaten wird auch das Königreich Zypern gezählt, das während des Dritten Kreuzzugs gegründet wurde. Richard Löwenherz eroberte die Insel auf seinem Weg ins Heilige Land, die in der Folgezeit das Herrschaftsgebiet der entthronten Könige von Jerusalem bis 1489 wurde.
Ein weiterer christlicher Staat am Rande der Kreuzzüge war das Königreich Kleinarmenien, das sich unter einheimischen Herrschern auf der Flucht vor den Seldschuken einige Jahre zuvor etabliert hatte und sich rund 300 Jahre halten konnte.
Im Vierten Kreuzzug wurden Teile des Byzantinischen Reiches von den Kreuzfahrern erobert (1204), wobei vier weitere Staaten entstanden:
- das Lateinische Kaiserreich,
- das Königreich Thessaloniki,
- das Herzogtum Athen und
- das Fürstentum Achaia.

Die Venezianer schufen darüber hinaus in der Folge des Vierten Kreuzzuges das Herzogtum Archipelagos in der Ägäis.
Thessaloniki und das Lateinische Kaiserreich wurden von den Byzantinern bis 1261 zurückerobert. Nachfolger der Kreuzfahrer regierten in Athen, auf der Peloponnes und in Morea bis in die Mitte des 15. Jahrhunderts.
1271 eroberte Karl von Anjou, König von Sizilien, den Norden des Despotats Epirus und gründete 1272 das Königreich Albanien (Regnum Albaniae), welches bis 1368 bestand.
Ein weiterer Kreuzfahrerstaat unter Einfluss des Königreiches Neapel war die Pfalzgrafschaft Kefalonia und Zakynthos.
1319 errichtete die Katalanische Kompanie das Herzogtum Neopatria in Mittelgriechenland, das zusammen mit dem Herzogtum Athen Teil der Krone Aragon war.

## Münzprägung

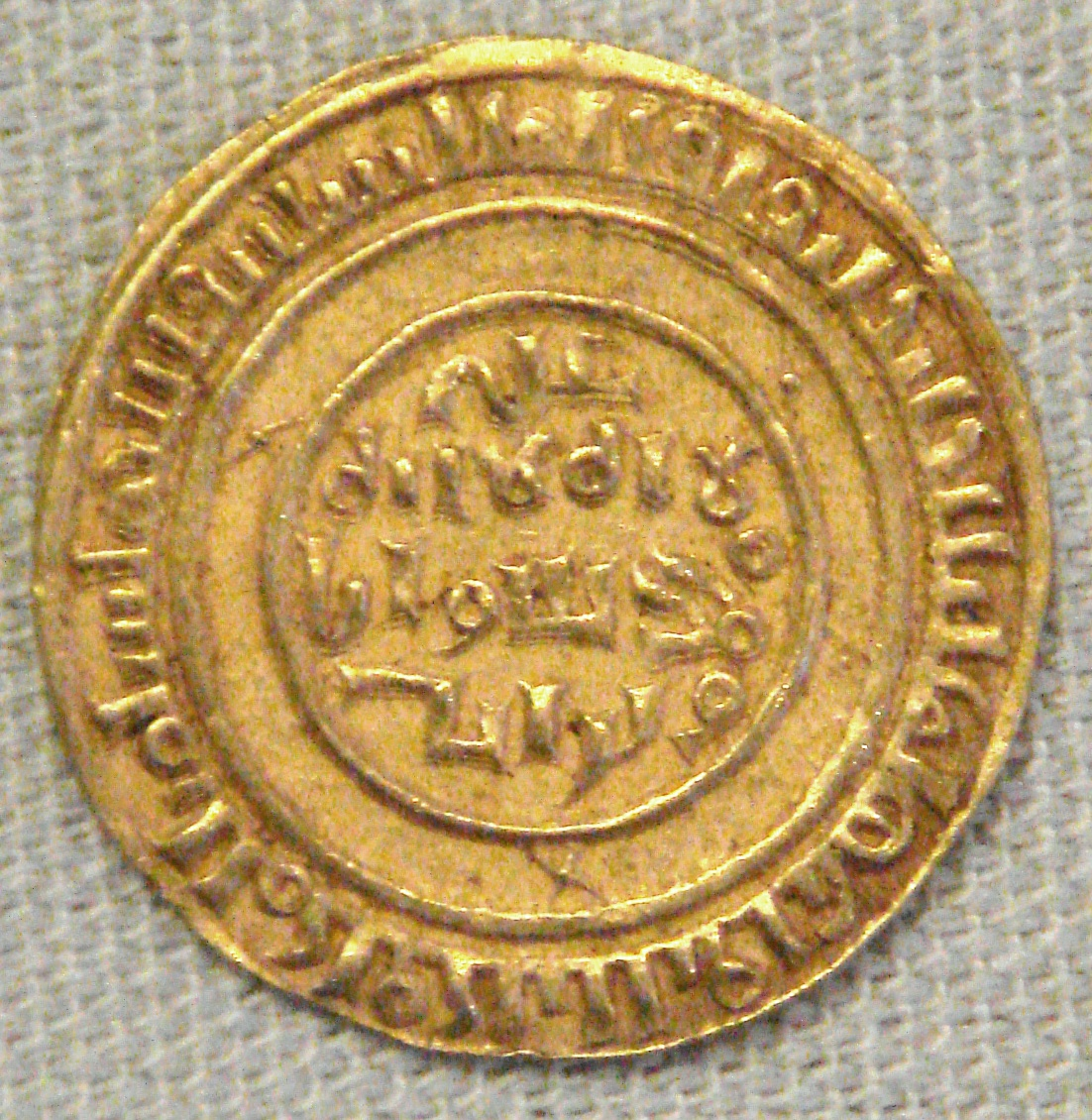
Goldmünze aus Tripolis, ca. 1230

Die Kreuzfahrerstaaten prägten eigene Münzen nach europäischem und byzantinischem Vorbild, die aber auch orientalische Einflüsse aufweisen. So wurden vermutlich seit den 1140er Jahren arabische Golddinare mit fehlerhafter Schrift nachgeprägt. 1251 verbot Papst Innozenz IV. diese Prägungen, die Münzen durften fortan nur noch christliche Inhalte aufweisen, wenn auch die arabische Schrift weiterhin erlaubt blieb. Die Münzen der Kreuzfahrerstaaten bilden in der Numismatik ein eigenes Sammelgebiet.